# أليس ماي بالمر
أليس ماي بالمر (بالإنجليزية: Alice May Palmer)‏ هي موظفة مدنية نيوزيلندية، ولدت في 1886، وتوفيت في 1977.